# 乌达西泮
乌达西泮（英语：Uldazepam）是一种苯二氮䓬衍生药物。它具有与其他苯二氮卓类药物相似的镇静和抗焦虑作用。

## 合成
硫代硫代酰胺比内酰胺本身更容易形成脒。

乌达西泮合成： J. B. Hester, Jr., (1970); Chem. Abstr., 73: 99,001t (1970).

硫酰胺(2)与邻烯丙基羟胺反应得到肟基(3)乌达西泮。